# 458P/Jahn
458P/Jahn ist ein kurzperiodischer Komet, der die Sonne auf einer elliptischen Umlaufbahn in 7,59 Jahren umläuft. Er gehört der Jupiter-Familie an.
Der deutsche Amateurastronom Jost Jahn entdeckte den Kometen auf Aufnahmen, die er mit dem ferngesteuerten ROTAT-Teleskop, das am Observatoire de Haute-Provence in Frankreich stationiert ist, anfertigte. Er erstellte 234 Einzelbilder mit jeweils 50 Sekunden Belichtungszeit, die zwischen dem 14. Februar 2023 (23:09 Uhr MEZ) und dem 15. Februar 2023 (3:20 Uhr MEZ) entstanden. 458P/Jahn besaß bei seiner Entdeckung eine scheinbare Helligkeit von etwa 19 mag und die Koma hatte einen Durchmesser von etwa 10 Bogensekunden. Nach der Entdeckung konnte der Komet nachträglich auf mehreren Aufnahmen aus dem Jahre 2016 aufgefunden werden, die an unterschiedlichen Observatorien angefertigt wurden.